# Johannes Jacobus Smits van Oyen
Jhr. mr. Johannes Jacobus Smits van Oyen (Eindhoven, huis Eckart, 18 november 1924 - Eindhoven, 5 februari 1977) was een Nederlands politicus van de KVP.
Hij was de zoon van burgemeester jhr. mr. Johannes Theodorus Maria Smits van Oyen (1888-1978) en jkvr. Margaretha Maria Anna Michiels van Kessenich (1899-1927). Hij trouwde in 1954 met Marie Therese Augustine Jeanne Cornelie van Rijckevorsel (1927-2010), met wie hij vier kinderen kreeg.
Smits heeft gewoond op het landgoed Soeterbeek. Hij was als commies werkzaam bij het kabinet van de burgemeester van Den Haag voor hij in januari 1956 burgemeester werd van Alphen en Riel. Vervolgens was hij van 1963 tot 1977 burgemeester van Nuenen, Gerwen en Nederwetten. Ook was hij bestuurslid en voorzitter van de KNAC.

## Trivia
- In Nuenen bestaat de Smits van Oyenlaan.